# Predrag Matvejević
Predrag Matvejević (Mostar, 2 de octubre de 1932-Zagreb, 2 de febrero de 2017) fue un intelectual, ensayista y narrador bosnio-croata naturalizado italiano. Sus obras, escritas en croata y en francés, son consideradas una denuncia de la guerra y la depuración étnica en la antigua Yugoslavia.
De padre ruso y madre croata, estudió Filología Romana y Clásica en las universidades de Sarajevo y de Zagreb, y se doctoró en Estética Comparada por la Universidad de París III.
Profesor titular del Departamento de Lengua y Literatura Eslavas en la Universidad La Sapienza de Roma, enseñó también en La Sorbona (París), viviendo "entre el asilo y el exilio", como declaró en alguna ocasión.
Se le conoció por sus reflexiones sobre Estética, Historia del arte y Literatura, y por su compromiso personal e intelectual con la identidad euro-mediterránea. Entre sus trabajos más conocidos destaca su original Breviario mediterráneo (1989), obra maestra traducida a una veintena de idiomas, que transgrede los límites del ensayo, la novela postmoderna o el relato de viajes, reconstruyendo la historia geopolítica y espiritual de este mar y los territorios que baña. Otros títulos sobresalientes de su obra son Para una poética del acontecimiento (1979), Epistolario de la otra Europa, Le Monde "ex", Confessions (1996), La otra Venecia (2004) o la compilación Ex-Yugoslavia: Los señores de la guerra.
Fue presidente del Consejo de la Fundación Laboratorio Mediterráneo de Nápoles, vicepresidente internacional del PEN Club de Londres, miembro-fundador de la Asociación Sarajevo de París y de Roma, vocal para el Mediterráneo en el Grupo de Sabios de la Comisión Europea y miembro del Foro Político Mundial fundado por Mijail Gorbachov.
Columnista habitual en la prensa española, en su presencia en este país Matvejevićh ha compatibilizado su labor intelectual con su compromiso político, por medio de una activa participación en ciclos, mesas redondas y eventos promovidos por instituciones culturales como la Residencia de Estudiantes, el Centro de Cultura Contemporánea de Barcelona o el Círculo de Bellas Artes, y de cooperación internacional como la Fundación Tres Culturas.
Su decidida vocación mediterránea lo llevó a colaborar, promover y firmar la Declaración de Sevilla (2004) o el Manifiesto por las alianzas entre civilizaciones, en apoyo a la Alianza de Civilizaciones promovida por Naciones Unidas y el Gobierno de España.

## Obras traducidas en español
- Entre asilo y exilio. Editorial Pre-Textos. 2003. ISBN 84-8191-524-6.
- La otra Venecia. Editorial Pre-Textos. 2004. ISBN 84-8191-597-1.
- El Mediterráneo y Europa. Editorial Pre-Textos. 2006. ISBN 84-8191-738-9.
- Breviario mediterráneo. Editorial Destino. 2008. ISBN 978-84-233-4056-9.
- Nuestro pan de cada día. Editorial Acantilado. 2013. ISBN 978-84-15689-57-7. Archivado desde el original el 13 de junio de 2013. Consultado el 14 de mayo de 2013.